# 内存数据库
内存数据库是指一种将全部内容存放在内存中，而非传统数据库那样存放在外部存储器中的数据库。内存数据库指的是所有的数据访问控制都在内存中进行，这是与磁盘数据库相对而言的，磁盘数据库虽然也有一定的缓存机制，但都不能避免从外设到内存的交换，而这种交换过程对性能的损耗是致命的。由于内存的读写速度极快（双通道DDR3-1333可以达到9300 MB/s，一般磁盘约150 MB/s），随机访问时间更是可以纳秒计（一般磁盘约10 ms，双通道DDR3-1333可以达到100 ns），所以这种数据库的读写性能很高，主要用在对性能要求极高的环境中，但是在服务器关闭后会立刻丢失全部储存的数据。常见的例子有MySQL的MEMORY存储引擎、eXtremeDB、FastDB、SQLite、Microsoft SQL Server Compact等。

## 腳註
1. ↑  .   [2018-10-23]. （原始内容存档于2019-12-21）.